# Cine Doré
 (septembre 2012).
Le Cine Doré est une salle de cinéma construite en 1923 et située dans le centre de Madrid, Espagne. Il abrite depuis 1989 les salles de projection officielles de la Cinémathèque espagnole, organise des conférences, diffuse des films anciens et étrangers en version originale et dispose d'une librairie spécialisée.

## La Cinémathèque nationale
La cinémathèque espagnole (Filmoteca Española) est une institution du Ministère de la Culture d'Espagne chargée de la préservation du patrimoine cinématographique espagnol. Sa mission est de récupérer, rechercher et conserver le patrimoine cinématographique et le promouvoir.

## Historique de Cine Doré

### Premiers cinémas de Madrid
Le premier cinématographe de Madrid fut installé en 1896 par Jean Busseret, représentant des frères Lumière dans l'ancien hôtel de Russie, au 32 carrera San Jeronimo. Il ne reste rien de cet hôtel, sinon une plaque commémorative au coin de la rue Ventura de la Vega : « El día de St Isidro se celebró en esta casa la prinera exibición del cinematógrafó para los españoles - Homenaje de la asociación española del cinematorfó - 1896 15 de Mayo 1946. » « Le jour de la saint Isidore fut célébré dans cette maison la première présentation du cinématographe pour les Espagnols - hommage de l'association espagnole du cinématographe - 1896 15 mai 1946 ».
Au début du XXe siècle les films sont projetés dans des « salons », des salles itinérantes ou des salles de spectacle et de théâtre. Les salles fixes, en bois puis en pierre, décorées d'ornements en plâtre se construisent petit à petit dans les espaces disponibles de la capitale.

### Salón Doré
Le Cine Doré est l’un des premiers de ces locaux cinématographiques. Il servait en outre de local à diverses activités de loisirs : on le qualifiait alors de « salon ».
Il fut inauguré le 19 décembre 1912 au no 3 de la rue Santa Isabel, derrière la place Atón Martin, au dos de l'église paroissiale de Saint-Sauveur et San-Nicolas. Il pouvait alors accueillir jusqu’à 1 250 spectateurs et comportait un rez-de-chaussée, deux étages, un jardin et un salon fumeur.

### Ciné Doré

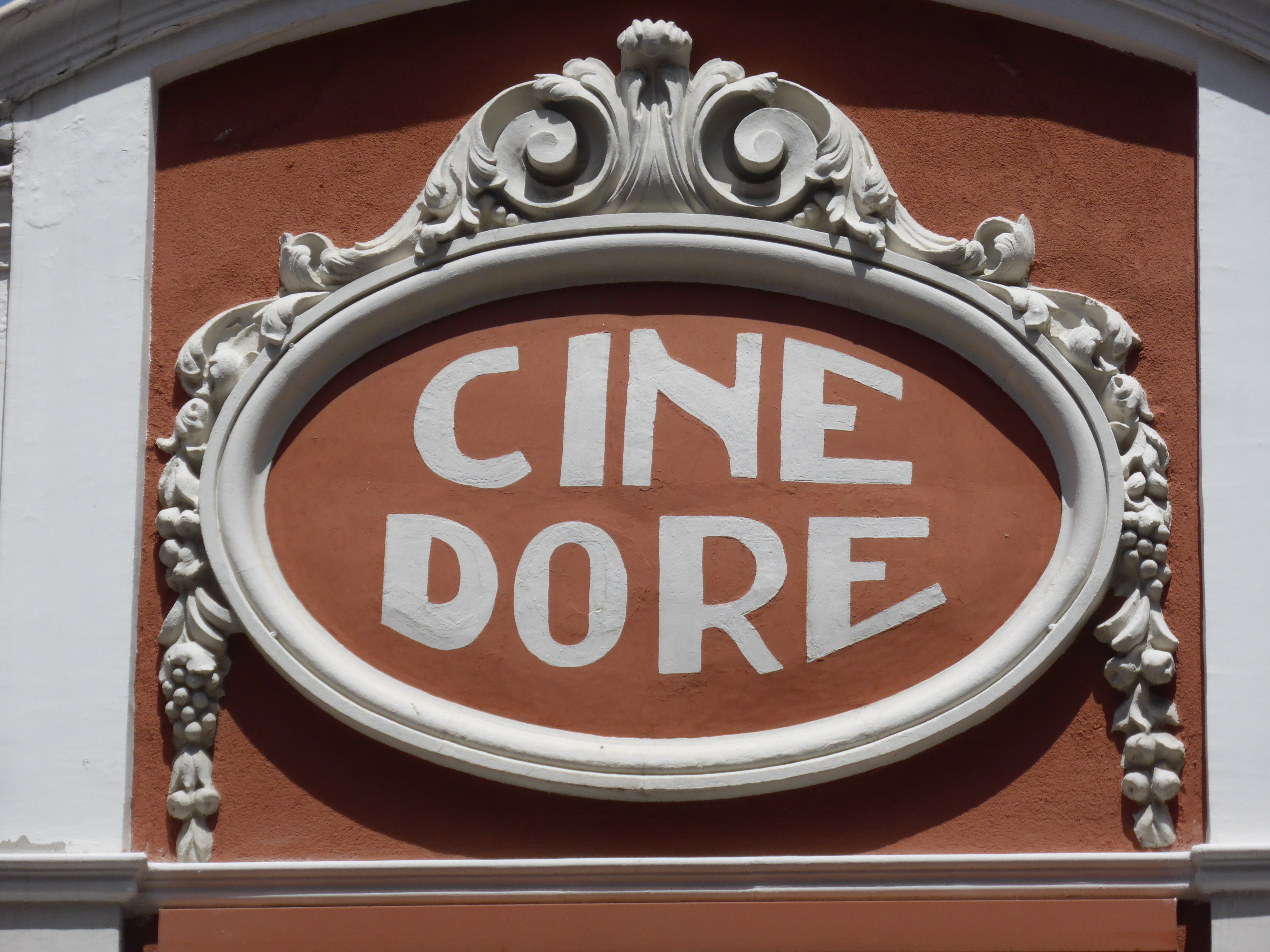
Détail du macaron

L'édifice actuel fut construit en 1923, avec pour architecte Críspulo Moro Cabeza, avec l'aide de l'industriel Arturo Carballo Alemany.
Les années qui suivirent son inauguration, il fut assez célèbre et ses affaires prospères. En témoignent les travaux qui furent réalisés à l’intérieur et les projections à succès qui s’y déroulèrent telles que Gloria que mata de Rafael Salvador en janvier 1925 (un documentaire sur la mort du torero Manuel Granero) ainsi que Frivolinas d’Arturo Carballo en avril 1927. Cependant, les premières furent rares dans les salles du Cine Doré. Lors des projections, les thèmes musicaux étaient interprétés par un orchestre et des chœurs.
L’existence du Cine Doré fut remise en cause par le déclin du quartier d’Anton Martin, qui finit par perdre ses principales fonctions et fut réduit à un ensemble de services : marchés, cinéma, etc. À partir des années 1930, le Cine Doré devint une salle où l’on repassait les succès, à raison de 2 séances quotidiennes. Jusqu’à sa fermeture en 1963, ce fut un cinéma de quartier, plus connu sous le nom de « Palacio de las Pipas », le « Palais des pipes ».

### La Fimacotèque nacionale

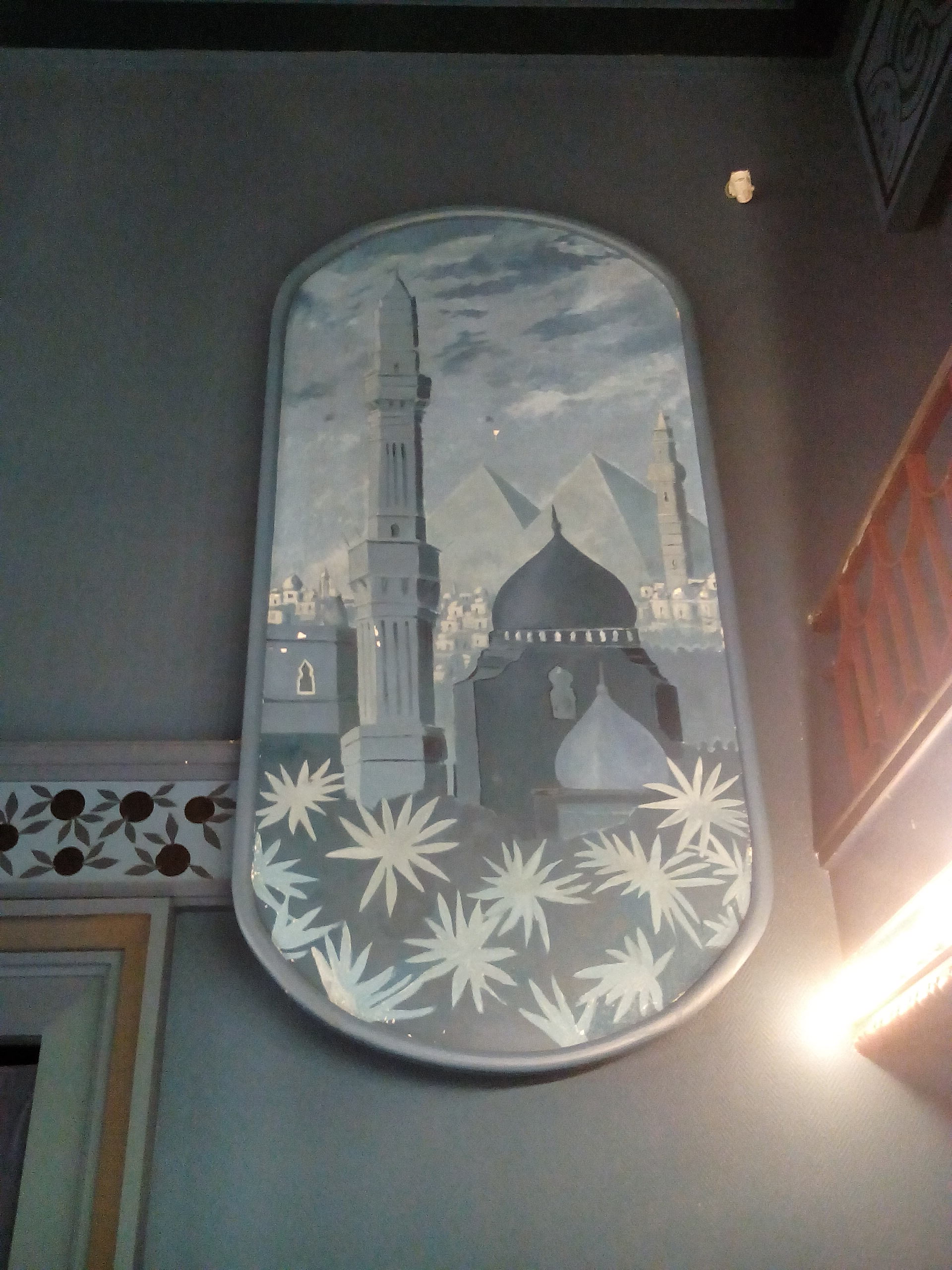
Détail d'un panneau orientalisant dans la Salle 1

En 1982, le Conseil municipal de Madrid décide d’acquérir le Cine Doré en tant qu’édifice d’intérêt architectural et environnemental devant être conservé. Après son rachat par la mairie de Madrid et la signature d’un accord de cession au Ministère de la culture espagnol, le Cine Doré est choisi pour servir de local permanent pour les projections de la cinémathèque espagnole.
Sa restauration est entamée sous la direction de l’architecte Javier Feduchi. Les éléments architecturaux et décoratifs de l’ancien bâtiment sont conservés et l’on procède à la construction d’une seconde salle dans la partie inférieure. Le hall d’entrée est réhabilité pour pouvoir accueillir une cafétéria ainsi qu’une librairie. Les travaux ont été prolongés jusqu’à son inauguration, le 28 février 1989.
De cette façon, la cinémathèque espagnole a pour la première fois réussi à se doter de sa propre salle de projections publiques en récupérant l’un des cinémas les plus anciens et les plus caractéristiques de Madrid.